# Aribo (Mainz)
Aribo (* um 990; † 6. April 1031 in Como) war ab 1021 Erzbischof von Mainz. Er liegt im Mainzer Dom begraben. Er war wohl mit Kaiser Heinrich II. verwandt, was sich aber nicht zweifellos nachweisen lässt.

## Leben
Aribo war ein Sohn des Pfalzgrafen Aribo I. von Bayern und der Adala von Bayern, Tochter des Pfalzgrafen Hartwig I. Als Nachkomme des bayrischen Geschlechtes der Aribonen wurde er wahrscheinlich in Salzburg ausgebildet. Aribo war um 1004 an der Gründung des Stiftes Göss beteiligt, dessen erste Äbtissin 1020 seine Schwester Kunigunde wurde. Heinrich II. holte ihn um das Jahr 1020 als Diakon in seine Hofkapelle. Im September 1021 erhielt er von Heinrich das Erzbistum Mainz übertragen. Bei der Königswahl in Kamba, einem mittlerweile untergegangenen Ort am rechten Rheinufer gegenüber Oppenheim, fungierte Aribo am 4. September 1024 als Wahlleiter und konnte seinen Kandidaten, den Salier Konrad den Älteren, durchsetzen. Am 8. September krönte er in Mainz Konrad zum König. Dieser übertrug Aribo das italienische Erzkanzleramt; damit war Aribo Leiter der gesamten Reichskanzlei, da er als Mainzer Erzbischof ohnehin schon deutscher Erzkanzler war. Die Durchsetzung seines Kandidaten, die Leitung der Wahl, das Erststimmrecht und die Vornahme der Krönung brachten Aribo den Höhepunkt seiner Geltung. Seine Metropole reichte u. a. von den Vororten des heutigen Bremen bis knapp nach Meran, von Prag bis zu den Graubündner Rheinquellen.
Doch verzichtete Aribo auf die Krönung von Konrads Gattin Gisela und überließ die Krönung dem Erzbischof von Köln. Dies war ein Eklat, dessen Ursachen der Forschung bis heute Rätsel aufgeben. Keine der erwogenen Vermutungen lässt sich durch die Quellen beweisen. Erzbischof Pilgrim erkannte seine Chance, das Krönungsrecht für Köln auf Dauer zu gewinnen, und krönte Gisela am 21. September 1024 in seiner Kathedrale zur Königin. Damit wurde der langsame Übergang des mittelalterlichen Königskrönungsrechts von Mainz auf Köln eingeleitet.
Aribo war um das geistliche Leben und den Dombau in seiner Bischofsstadt bemüht. Er berief Ekkehard IV. von St. Gallen nach Mainz, machte ihn dort zum Leiter der Domschule und beauftragte ihn mit dem Abfassen von Versen für einen Wandbildzyklus des gerade im Bau befindlichen Doms.
Aufgrund seiner strengen und unnachgiebigen Haltung in kirchlichen Fragen waren die Beziehungen Aribos zum Papst gespannt. Aribo bestand auf die Eigenständigkeit des Bischofs in seiner Diözese. So war sein Standpunkt auf der Synode von Seligenstadt 1023, dass man gegen ein bischöfliches Strafurteil nicht nach Rom appellieren dürfe. Im gleichen Jahr vertrat er im Ehestreit des Grafen von Hammerstein die kirchenrechtliche Stellung der Ehe auch gegenüber Papst Benedikt VIII.; dieser entzog daraufhin Aribo das Pallium.
Trotz seiner angespannten Beziehung zum Papst war Aribo mehrere Male in Rom: 1027 führte er den Vorsitz an der Frankfurter Synode. 1031 unternahm er eine Pilgerfahrt nach Rom, auf deren Rückreise er in Como starb, als er dort Magistri Comacini zur Wiederherstellung des Domes anwerben wollte. Kurz vor seinem Tod hatte er drei schwere Niederlagen hinnehmen müssen: den Verlust des Krönungsrechts, die Niederschlagung der Hammerstein-Affäre, und die Aufgabe der Mainzer Ansprüche auf Gandersheim. Sein Leichnam wurde nach Mainz gebracht und im Westchor des noch unfertigen Domes bestattet.